# Veldrede

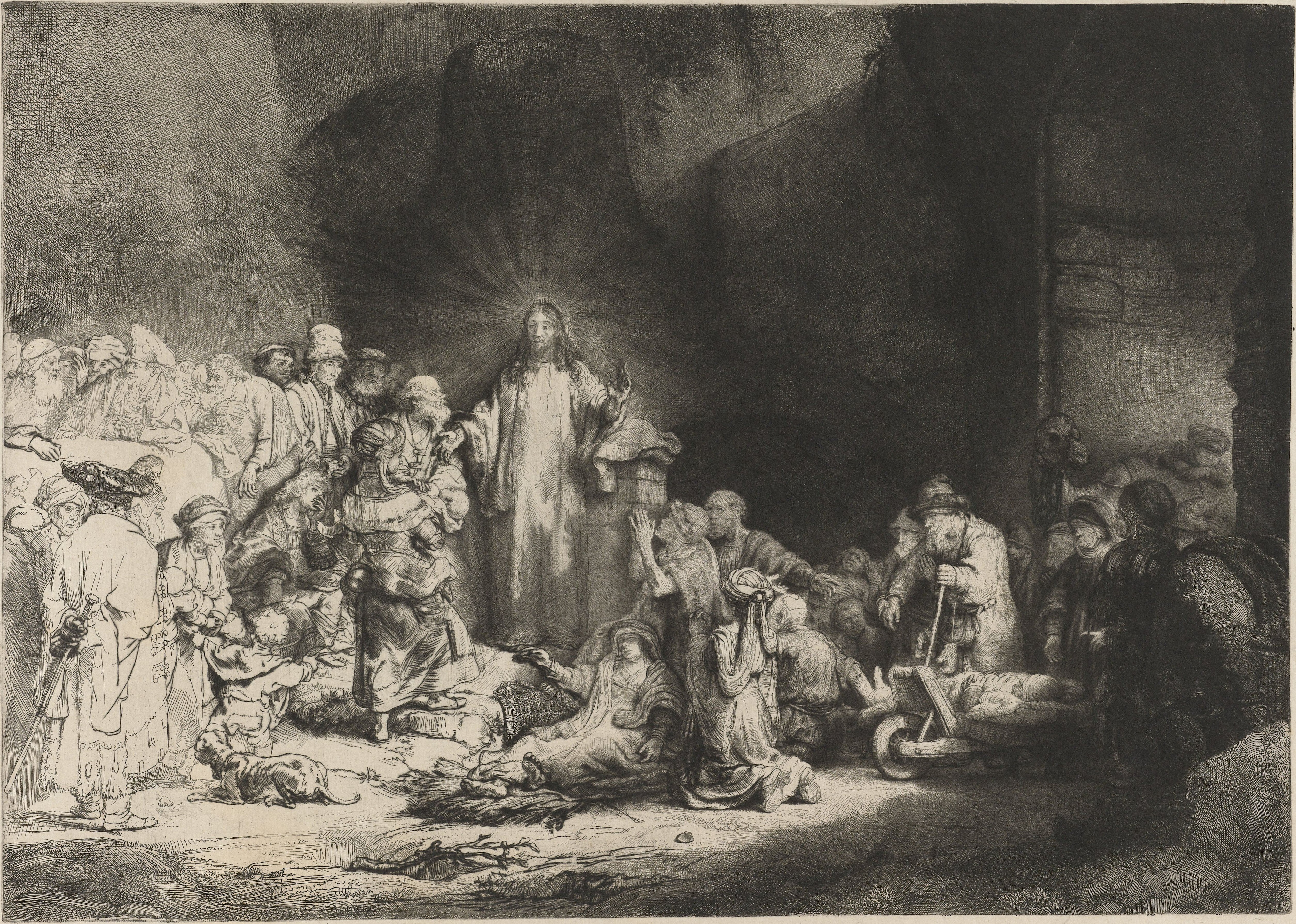
De Honderdguldenprent van Rembrandt van Rijn (1646-1650), Rijksmuseum Amsterdam

De Veldrede in tegenstelling tot de Bergrede is het onderricht aan de leerlingen, die Jezus gaf, maar dan op een vlakte, in het open veld. Dit staat neergeschreven in het Evangelie van Lucas, hoofdstuk 6:17-49.

## Vergelijking
Wie bergrede en veldrede naast elkaar legt, ontdekt dat de twee redevoeringen een zekere verwantschap met elkaar vertonen, maar op tal van punten ook  van elkaar verschillen. Om te beginnen is er een verschil in lengte: de veldrede is veel korter dan de bergrede. De veldrede beperkt zich tot een gedeelte van één hoofdstuk, terwijl de Bergrede in het evangelie van Matteüs drie hoofdstukken (Matteüs 5-7) omvat.  De laatstgenoemde beperkt zich tot het onderwijs dat Jezus in de bergrede aan zijn leerlingen geeft. Lucas plaatst het in een breder perspectief: Jezus onderwijst niet alleen zijn leerlingen, maar ook andere mensen die van heinde en verre komen.

## Inhoud
De veldrede bestaat uit vier zaligsprekingen, vier weespreuken en een verzameling uitspraken van ethische stelregels, zoals, de gulden regel.
De Bijbel in Gewone Taal (BGT) maakt de volgende verdeling in de onderwijzing:
- Jezus vertelt over Gods nieuwe wereld (20-26)
- Wees goed voor iedereen (27-35)
- Veroordeel andere mensen niet (36-39)
- Kijk eerst naar je eigen fouten (41-42)
- Je herkent mensen aan hun woorden (43-45)
- Je moet doen wat Jezus vraagt (46-49)